# Anthrax sahariensis
Anthrax sahariensis är en tvåvingeart som beskrevs av Francois 1968. Anthrax sahariensis ingår i släktet Anthrax och familjen svävflugor.
Artens utbredningsområde är Algeriet. Inga underarter finns listade i Catalogue of Life.